# Panelkapcsolat
A Panelkapcsolat 1982-ben bemutatott fekete-fehér magyar film, amelyet Tarr Béla rendezett.
A filmet 1982-ben beválogatták a Locarnói Nemzetközi Filmfesztivál versenyprogramjába, azonban abban az évben rendkívüli módon a fődíjat nem osztották ki. Helyette négy film – köztük a Panelkapcsolat – oklevelet (special mention) kapott.
Bár a film 1982-ben készült, Oroszországban csak 2011. július 4-én mutatták be. A  film 35 mm-es filmre forgott, és a játékideje a különböző verzióktól függően 72, 84 vagy 102 perces volt.

## Cselekmény
A férj és a feleség kilenc év házasság és két gyerek után egy lakótelepi panellakásban élik konfliktusokkal teli életüket.

## Fogadtatás
A Panelkapcsolat pozitív kritikákat kapott a külföldi kritikusoktól, és Tarr legjobb korai művei között tartják számon. A Rotten Tomatoes a kritikusoktól 100%-ot kapott hat értékelés alapján, és átlag értékelése 7,5/10.
Michael Atkinson a Village Voice-ban úgy írta le a filmet, mint "egy munkásosztálybeli házasság könyörtelen és keserű portréja, amely szertefoszlik a kommunista korszakbeli szegénység, a férfiak alkalmatlansága és az állandó depresszió miatt".
Jonathan Rosenbaum, a Chicago Reader munkatársa szerint ez volt a rendező első korai próbálkozása a Cassavetes-stílusú szocreálban.
2003-ban Jeremy Heilman online filmkritikus a Panelkapcsolat című filmet Tarr Béla legjobb korai munkájának nevezte, mert olyan fokú bensőséges érzést ér el, hogy a hivalkodó filmkészítés hiánya soha nem akadályozza meg abban, hogy megfigyelje szereplőit.

## Fordítás
Ez a szócikk részben vagy egészben  a   The Prefab People című angol Wikipédia-szócikk ezen változatának fordításán alapul.  Az eredeti cikk szerkesztőit annak laptörténete sorolja fel. Ez a jelzés csupán a megfogalmazás eredetét és a szerzői jogokat jelzi, nem szolgál a cikkben szereplő információk forrásmegjelöléseként.